# Ruining Lives
Ruining Lives è il nono album in studio del gruppo musicale statunitense Prong, pubblicato nel 2014.

## Tracce
1. Turnover
2. The Barriers
3. Windows Shut
4. Remove, Separate Self
5. Ruining Lives
6. Absence of Light
7. The Book of Change
8. Self Will Run Riot
9. Come to Realize
10. Chamber of Thought
11. Limitations and Validations
12. Retreat (bonus track)

## Formazione
- Tommy Victor - voce, chitarra
- Tony Campos - basso
- Alexei Rodriguez - batteria